# Xi Draconis
Désignations
Xi Draconis (ξ Dra / ξ Draconis) est une étoile géante de la constellation du Dragon. Elle porte également les noms traditionnels Grumium et Nodus I. Sa magnitude apparente est de +3,75.
Le nom propre de Grumium a été officialisé par l'Union astronomique internationale le 12 septembre 2016.
Xi Draconis est une étoile géante rouge de type spectral K2III. D'après la mesure de sa parallaxe annuelle par le satellite Hipparcos, elle est située à environ 112,5 années-lumière de la Terre. Elle se rapproche du Système solaire à une vitesse radiale héliocentrique de −26 km/s.
Xi Draconis possède un compagnon désigné Xi Draconis B. C'est une étoile de treizième magnitude qui, en date de 2016, était localisée à une distance angulaire de 315,7 secondes d'arc (soit 5,26 minutes d'arc) et selon un angle de position de 290° de l'étoile primaire. Toutes deux partagent un mouvement propre commun.